# Горшков, Иосиф Степанович
Иосиф Степанович Горшков (6 сентября 1896, с. Жерновное, Орловская губерния—21 октября 1965, г. Мичуринск, Тамбовская область) — советский учёный-генетик, селекционер-плодовод; доктор сельскохозяйственных наук (1956), профессор, член-корреспондент ВАСХНИЛ (1956). Специалист в области селекции плодовых, ягодных, декоративных, овощевых, бахчевых и других культур. Директор ЦГЛ имени И. В. Мичурина (ныне ВНИИГ и СПР) в 1935—1965 годах.

## Биография
Родился в с. Жерновное Елецкого уезда Орловской губернии (ныне село относится к Долгоруковскуму району Липецкой области). Окончил Пензенское училище садоводства (1914). Участник первой мировой войны. С 1917 года работал садовником в Ельце. В 1919—1920 годах работал инструктором по садоводству по Козловскому уезду. В Козлове познакомился с работами И. В. Мичурина и стал одним из его ближайших помощников. В 1921 году возглавил работу по организации Троицкого отделения питомника (располагалось на землях бывшего Троицкого мужского монастыря), преобразованного в 1923 году в Опытный питомник им. И. В. Мичурина. Питомник, руководимый Горшковым, превратился в целый научный институт — с химической, цитологической, электроаналитической лабораториями, с музеем достижений Мичурина, с метеорологической станцией, теплицами, многими складами и хранилищами. В 1928 году на его базе была образована Государственная селекционно-генетическая станция, с 1934 года — Центральная генетическая лаборатория им. И. В. Мичурина (ЦГЛ). Был директором ЦГЛ с 1935 по 1965 годы. Избирался депутатом Верховного Совета РСФСР IV созыва (1955—1959).
И. С. Горшков является одним из организаторов системы государственного сортоиспытания плодово-ягодных культур, он автор 68 печатных трудов и 180 статей по вопросам агробиологии, является автором ряда сортов плодовых культур, в том числе сорта яблонь Краса сада, Горшковская, груши Нарядная.

## Награды
- 3 ордена Ленина (в т.ч. 01.12.1944, 18.10.1956)
- 2 ордена Трудового Красного Знамени
- Золотая медалью имени И. В. Мичурина (1966)
- медали СССР и ВДНХ

## Избранные труды
- Иван Владимирович Мичурин: Его жизнь и работа: К дню пятидесятилетия науч.-практ. деятельности. — М.: Новая деревня, 1925. — 51 с.
- Виноград в Тамбовской области / Соавт. Г. С. Бузумен; ВАСХНИЛ. — Тамбов: Тамб. правда, 1949. — 71 с.
- Мичуринскую агробиологическую науку на службу коммунизму / Упр. с.-х. пропаганды Тамб. обл. упр. сел. хоз-ва. — Тамбов: Тамб. правда, 1952. — 58 с.
- Культура орешника-лещины / Упр. с.-х. пропаганды Тамб. обл. упр. сел. хоз-ва. — Тамбов: Тамб. правда, 1954. — 27 с.
- Достижения и методы И. В. Мичурина — основа советского растениеводства. — М., 1958. — 42 c.
- Статьи по плодоводству. — М.: Сельхозгиз, 1958. — 508 с.